# Grégory Gadebois
Grégory Gadebois, né le 24 juillet 1976 à Gruchet-le-Valasse en Seine-Maritime, est un acteur français.

## Biographie
De 2006 à 2012, pensionnaire de la Comédie-Française, ancien élève du Conservatoire national supérieur d'art dramatique dans les classes de Catherine Hiegel et de Dominique Valadié, Grégory Gadebois reçoit, en 2012, le César du meilleur espoir masculin pour son interprétation dans Angèle et Tony.
En 2013, il joue le rôle de Charlie dans Des fleurs pour Algernon mis en scène par Anne Kessler au théâtre de l'Ouest parisien, à Boulogne-Billancourt.
En 2019, il campe le commandant Henry aux côtés de Jean Dujardin dans le film J'accuse de Roman Polanski.
En 2023, il incarne plusieurs rôles dans plusieurs films qui sortent au même moment, notamment dans La Syndicaliste celui du mari de Maureen Kearney, cadre et syndicaliste CFDT d'Areva, lanceuse d'alerte sur les manœuvres politico-économiques mettant en danger son entreprise, qui subit un viol avec actes de barbarie à son domicile d'Auffargis en décembre 2012 ,. Il joue au même moment le rôle d'un scientifique reclus en montagne, dans Les Choses simples, comédie française réalisée par Éric Besnard, en duo avec Lambert Wilson.

## Théâtre

### Comédie-Française
- Entrée à la Comédie-Française le 28 février 2006
- 2004 : Les Fables de La Fontaine, mise en scène Bob Wilson
- 2006 : Cyrano de Bergerac d'Edmond Rostand, mise en scène Denis Podalydès
- 2007 : Le Retour au désert de Bernard-Marie Koltès, mise en scène Muriel Mayette
- 2007 : Le Mariage de Figaro de Beaumarchais, mise en scène Christophe Rauck
- 2008 : Trois Hommes dans un salon de François-René Cristiani, mise en scène Anne Kessler, Studio-Théâtre : Georges Brassens
- 2008 : Le Mariage forcé de Molière, mise en scène Pierre Pradinas, Studio-Théâtre
- 2009 : Ubu roi d'Alfred Jarry, mise en scène Jean-Pierre Vincent, Salle Richelieu
- 2010 : Les Naufragés de Guy Zilberstein, mise en scène Anne Kessler, Théâtre du Vieux-Colombier
- 2010 : Le Mariage forcé de Molière et Lully, mise en scène Pierre Pradinas, Studio-Théâtre de la Comédie-Française
- 2010 : Cyrano de Bergerac d'Edmond Rostand, mise en scène Denis Podalydès, Salle Richelieu
- 2011 : Un tramway nommé Désir de Tennessee Williams, mise en scène Lee Breuer, Salle Richelieu
- 2011 : Les Joyeuses Commères de Windsor de William Shakespeare, mise en scène Andrés Lima, Salle Richelieu
- 2011 : Ubu roi d'Alfred Jarry, mise en scène Jean-Pierre Vincent, Salle Richelieu, Conspirateur, ancêtre, M. Fédorovitch, paysan et le Czar

### Hors Comédie-Française
- 2003 : Foi, amour, espérance d'Ödön von Horváth, mise en scène Cécile Garcia-Fogel, Théâtre du Peuple
- 2004 : Foi, amour, espérance d'Ödön von Horváth, mise en scène Cécile Garcia-Fogel, Théâtre de Sartrouville, Théâtre national de la Colline
- 2005 : E, roman-dit de Daniel Danis, mise en scène Alain Françon, Théâtre national de la Colline, Théâtre national de Strasbourg
- 2012 : Cassé de Rémi de Vos, mise en scène Christophe Rauck, Théâtre Gérard Philipe
- 2012 : Des fleurs pour Algernon, d'après Daniel Keyes, adaptation Gérald Sibleyras, mise en scène Anne Kessler, Comédie des Champs-Élysées
- 2015 : Victor de Henri Bernstein, mise en scène Rachida Brakni, Théatre Hébertot
- 2017 : Cuisine et dépendances et Un air de famille de Jean-Pierre Bacri et Agnès Jaoui, mise en scène Agnès Jaoui, théâtre de la Porte Saint-Martin
- 2018 : La Musica deuxième de Marguerite Duras, mise en scène Jacques Weber, Théâtre du Petit Saint-Martin
- 2020 : Des fleurs pour Algernon, d'après Daniel Keyes, adaptation Gérald Sibleyras, mise en scène Anne Kessler, Théâtre du Petit Saint-Martin
- 2021 : Des fleurs pour Algernon, d'après Daniel Keyes, adaptation Gérald Sibleyras, mise en scène Anne Kessler, Festival d'Anjou, tournée
- 2025 : Des fleurs pour Algernon, d'après Daniel Keyes, adaptation Gérald Sibleyras, mise en scène Anne Kessler, Théâtre du Petit Saint-Martin

## Filmographie

### Cinéma

#### Longs métrages
- 2005 : Les Âmes grises de Yves Angelo : le soldat Maurice Rifolon
- 2007 : Le Dernier Gang de Ariel Zeitoun : Bonner
- 2007 : Capitaine Achab de Philippe Ramos : le gardien de l'entrepôt
- 2008 : Go Fast de Olivier Van Hoofstadt : John Wahl
- 2008 : La Frontière de l'aube de Philippe Garrel
- 2008 : Musée haut, musée bas de Jean-Michel Ribes : Georges Paulin
- 2010 : Gainsbourg (vie héroïque) de Joann Sfar : Phyphy
- 2010 : Une exécution ordinaire de Marc Dugain : le chef de service d'Anna à l'hôpital
- 2011 : Angèle et Tony de Alix Delaporte : Tony
- 2011 : La Ligne droite de Régis Wargnier : Vincent
- 2011 : La Femme du Vème de Pawel Pawlikowski : Lieutenant de la brigade des mineurs
- 2012 : Les Adieux à la reine de Benoît Jacquot : Comte de Provence
- 2012 : À moi seule de Frédéric Videau : Frank, l'invité de Vincent
- 2012 : Je me suis fait tout petit de Cécilia Rouaud : le proviseur
- 2012 : Augustine de Alice Winocour : un mondain
- 2013 : Goodbye Morocco de Nadir Moknèche : Fersen, le gérant du cinéma Le Rif
- 2013 : Pop Redemption de Martin Le Gall : JP (joueur de basse)
- 2013 : Spiritismes de Guy Maddin
- 2013 : Le Prochain Film de René Féret : le kiné
- 2013 : Mon âme par toi guérie de François Dupeyron : Frédi
- 2014 : Le Dernier Coup de marteau de Alix Delaporte : Samuel
- 2014 : Brèves de comptoir de Jean-Michel Ribes : un chauffeur de taxi
- 2015 : Au plus près du soleil de Yves Angelo : Olivier, avocat, mari de Sophie
- 2015 : Coup de chaud de Raphaël Jacoulot : Rodolphe Blin
- 2016 : Ils sont partout de Yvan Attal : un talmudiste
- 2017 : Cessez-le-feu de Emmanuel Courcol : Marcel, le frère de Georges
- 2017 : Ouvert la nuit de Édouard Baer : Marcel
- 2017 : Le Redoutable de Michel Hazanavicius : Michel Cournot
- 2017 : Nos patriotes de Gabriel Le Bomin : Gauthier
- 2017 : Espèces menacées de Gilles Bourdos : Joseph Kaufman
- 2017 : Marvin ou la Belle Éducation de Anne Fontaine : Dany Bijou
- 2018 : Normandie nue de Philippe Le Guay : Roger
- 2018 : Le Jeu de Fred Cavayé : Ben
- 2018 : Pupille de Jeanne Herry : le chef du service PFS
- 2019 : Raoul Taburin a un secret de Pierre Godeau : le père de Raoul Taburin
- 2019 : Pauvre Georges ! de Claire Devers : Georges
- 2019 : J'accuse de Roman Polanski : commandant Hubert Henry
- 2020 : Police de Anne Fontaine : Erik
- 2021 : Présidents de Anne Fontaine : François
- 2021 : Tout s'est bien passé de François Ozon : Gérard, l'ex-compagnon d'André
- 2021 : Délicieux de Éric Besnard : Pierre Manceron
- 2021 : Le Trésor du Petit Nicolas de Julien Rappeneau : Le Bouillon
- 2021 : Chère Léa de Jérôme Bonnell : Mathieu
- 2021 : En attendant Bojangles de Régis Roinsard : Charles (alias L'Ordure)
- 2022 : Coupez ! de Michel Hazanavicius : Philippe Rolland, acteur / Honoda, le caméraman
- 2022 : L'Enfant de Marguerite de Hillerin et Félix Dutilloy-Liégeois : Pierre
- 2022 : Maria rêve de Lauriane Escaffre et Yvonnick Muller : Hubert
- 2022 : Le Tourbillon de la vie de Olivier Treiner : Pierre Feynman, le père de Julia
- 2023 : Les Choses simples de Éric Besnard : Pierre
- 2023 : La Syndicaliste de Jean-Paul Salomé : Gilles Hugo
- 2023 : Coup de chance de Woody Allen : Henri Delany, détective privé
- 2023 : La Fiancée du poète de Yolande Moreau : Bernard
- 2024 : Les Chèvres ! de Fred Cavayé : le cardinal Jules Mazarin
- 2024 : Paternel de Ronan Tronchot : Simon
- 2024 : Le Fil de Daniel Auteuil : Nicolas Milik, l'accusé
- 2024 : La Plus Précieuse des marchandises de Michel Hazanavicius : le pauvre bûcheron (voix)
- 2024 : Louise Violet d'Éric Besnard : Joseph
- 2024 : Le Choix de Gilles Bourdos : Garcia
- 2025 : Une pointe d'amour de Maël Piriou : Lucas
- 2025 : Une place pour Pierrot de Hélène Médigue : Pierrot
- 2026 : Jean Valjean d'Éric Besnard : Jean Valjean

#### Courts métrages
- 2004 : Rien pour l'instant de Antoine Corbin
- 2007 : Sur ses deux oreilles de Emma Luchini
- 2010 : L'Accordeur d'Olivier Treiner
- 2011 : La part de Franck de Dominique Baumard
- 2012 : Micha mouse de Mathieu Busson
- 2012 : Géraldine je t'aime d'Emmanuel Courcol
- 2016 : Monsieur Hernst de Vincent Cappello
- 2018 : Pile Poil de Laurianne Escaffre et Yvonnick Muller

### Télévision

#### Téléfilms
- 2005 : D'Artagnan et les Trois Mousquetaires de Pierre Aknine
- 2011 : La Bonté des femmes de Marc Dugain et Yves Angelo
- 2011 : Rituels meurtriers d'Olivier Guignard
- 2011 : Chien de guerre de Fabrice Cazeneuve
- 2012 : Clemenceau d'Olivier Guignard
- 2012 : Rapace de Claire Devers
- 2013 : Berthe Morisot de Caroline Champetier
- 2013 : Drumont, histoire d'un antisémite français d'Emmanuel Bourdieu
- 2013 : Des fleurs pour Algernon d'Yves Angelo
- 2017 : On l'appelait Ruby de Laurent Tuel

#### Séries télévisées
- 2008 : Chez Maupassant (épisode Aux Champs d'Olivier Schatzky)
- 2009 : Un village français (première saison, épisode 5 "Marchés noirs") : délégué Garnier
- 2012-2015 : Les Revenants (16 épisodes)
- 2013 : Alias Caracalla d'Alain Tasma
- 2013 : Une femme dans la Révolution de Jean-Daniel Verhaeghe : Georges Jacques Danton
- 2024 : Zorro, série française écrite par Benjamin Charbit et Noé Debré : le sergent Garcia
- 2026 : Camarades de Dominique Baumard et Benjamin Charbit

#### Séries d'animation
- 2025 : Astérix et Obélix : Le Combat des chefs : Aplusbégalix[4] (création de voix)

## Livre audio
- 2015 : Des fleurs pour Algernon de Daniel Keyes, Audiolib
- Ils étaient dix d'Agatha Christie, Audiolib

## Publication
En 2021, il participe au livre d'Anouk Grinberg Dans le cerveau des comédiens : rencontres avec des acteurs et des scientifiques, paru aux éditions Odile Jacob.

## Distinctions

### Récompenses
- César 2012 : César du meilleur espoir masculin pour Angèle et Tony
- Palmarès du théâtre 2013 : Meilleur comédien pour Des fleurs pour Algernon
- Festival du film de télévision de Luchon 2014 : Prix d'interprétation pour Des fleurs pour Algernon d'Yves Angelo
- Molières 2014 : Molière seul(e) en scène pour Des fleurs pour Algernon
- Festival international des jeunes réalisateurs de Saint-Jean-de-Luz 2014 : Chistera de la meilleure interprétation masculine pour Le Dernier Coup de marteau

### Nominations
- Globe de cristal 2014 : meilleur acteur pour Mon âme par toi guérie
- César 2014 : César du meilleur acteur pour Mon âme par toi guérie
- Globe de cristal 2015 : meilleur acteur pour Des fleurs pour Algernon
- César 2020 : César du meilleur acteur dans un second rôle pour J'accuse
- Festival international du film d'Aubagne 2020 : Mention pour le meilleur acteur pour Pile poil